# Donald D. Hoffman
Donald David Hoffman (geboren 29 december 1955) is een Amerikaanse cognitief psycholoog en auteur van populair-wetenschappelijke boeken. Hij is hoogleraar bij de afdeling Cognitieve Wetenschappen van de Universiteit van Californië, Irvine, met gecombineerde benoemingen bij de afdeling Filosofie, de afdeling Logica en Filosofie van de Wetenschap en de School of Computer Science.
Hoffman bestudeert bewustzijn, visuele waarneming en evolutionaire psychologie met behulp van wiskundige modellen en psychofysische experimenten. Tot zijn onderzoeksonderwerpen behoren aantrekkelijkheid van het gezicht, de herkenning van vorm, de perceptie van beweging en kleur, de evolutie van perceptie, en het probleem van lichaam en geest. Hij is co-auteur van twee technische boeken: Observer Mechanics: A Formal Theory of Perception (1989) biedt een theorie van het bewustzijn en de relatie tot de fysica; Automotive Lighting and Human Vision (2005) past vision science toe op voertuigverlichting. Zijn boek Visual Intelligence: How We Create What We See (1998) presenteert de moderne wetenschap van visuele waarneming aan een breed publiek. Zijn TED Talk uit 2015: 'Zien we de realiteit zoals ze is?' legt uit hoe onze percepties zijn geëvolueerd om de realiteit voor ons te verbergen. Hij werkt dat idee verder uit in zijn boek The Case against Reality: How Evolution Hid the Truth from Our Eyes (2019).

## Biografie
Hoffman behaalde in 1978 een Bachelor of Arts diploma in kwantitatieve psychologie aan de University of California in Los Angeles (UCLA) en behaalde in 1983 zijn doctoraat in de filosofie in de computerpsychologie aan het Massachusetts Institute of Technology (MIT) onder leiding van David Marr en Whitman Richards. Hij was kort onderzoekswetenschapper aan het Artificial Intelligence Laboratory van MIT en werd vervolgens in 1983 assistent-professor, en daarna professor aan de University of California in Irvine (UCI).

Donald D. Hoffman

## Werk
Hoffman wijst erop dat de algemeen aanvaarde opvatting dat hersenactiviteit onze bewuste ervaring produceert, tot dusverre buiten het bereik van een wetenschappelijke verklaring is gebleven. Hoffman biedt een oplossing voor het moeilijke bewustzijnsprobleem door de tegenovergestelde opvatting te hanteren dat bewustzijn hersenactiviteit veroorzaakt en in feite alle objecten en eigenschappen van de fysische werkelijkheid creëert. Daartoe ontwikkelde en combineerde Hoffman twee theorieën - "multimodal userinterface" (MUI) perceptietheorie en "bewust realisme".

### Multimodale gebruikersinterface (MUI) -theorie
MUI-theorie stelt dat "perceptuele ervaringen niet overeenkomen met of een benadering zijn van eigenschappen van de objectieve wereld, maar in plaats daarvan een vereenvoudigde, soortspecifieke gebruikersinterface bieden voor die wereld." Hoffman stelt dat bewuste wezens niet zijn geëvolueerd om de wereld waar te nemen zoals ze werkelijk is, maar zijn geëvolueerd om de wereld waar te nemen op een manier die de "beloning van fitness" maximaliseert. Hoffman gebruikt de metafoor van een computerdesktop en pictogrammen - de pictogrammen van een computerdesktop bieden een functionele interface zodat de gebruiker niet te maken krijgt met de onderliggende programmering en elektronica om de computer efficiënt te gebruiken. Evenzo zijn objecten die we waarnemen in tijd en ruimte metaforische pictogrammen die fungeren als onze interface naar de wereld en ons in staat stellen zo efficiënt mogelijk te functioneren zonder dat we te maken krijgen met de overweldigende hoeveelheid gegevens die aan de realiteit ten grondslag liggen.

### Bewust realisme
Bewust realisme wordt beschreven als een niet-fysicalistisch monisme dat stelt dat bewustzijn de primaire realiteit is en dat daaruit de fysieke wereld voortkomt. De objectieve wereld bestaat uit bewuste wezens en hun ervaringen die niet kunnen worden afgeleid uit fysieke deeltjes en velden. 'Wat in de objectieve wereld bestaat, onafhankelijk van mijn perceptie, is een wereld van bewuste agenten, niet een wereld van onbewuste deeltjes en velden. Die deeltjes en velden zijn iconen in de MUI's van bewuste agenten, maar zijn zelf geen fundamentele bewoners van de objectieve wereld. Bewustzijn is fundamenteel. ' 

### Perceptie van de fysieke wereld is een bijproduct van bewustzijn
Samen vormen MUI-theorie en Bewust Realisme de basis voor een algemene theorie dat de fysieke wereld niet objectief is, maar een bijverschijnsel veroorzaakt door bewustzijn.
Hoffman heeft gezegd dat er een of andere vorm van realiteit kan bestaan, maar dat deze totaal anders kan zijn dan de realiteit die ons brein modelleert en waarneemt. De realiteit zou dan niet bestaan uit ruimtetijd en fysieke objecten.

### Implicaties voor evolutie
Hoffmann betoogt dat geschiktheid voor evolutie groter kan zijn in entiteiten die slechts een deel van de realiteit zien, of modellen van de realiteit creëren, dan in die welke meer, of de hele realiteit zien.